# Rüdlingen
Rüdlingen ist eine politische Gemeinde im Schweizer Kanton Schaffhausen.

## Geographie
Die Gemeinde Rüdlingen grenzt zusammen mit der Nachbargemeinde Buchberg (SH) an den Kanton Zürich und an deutsches Gebiet. Die beiden Gemeinden bilden den südlichen Kantonsteil und sind eine Exklave des Kantons Schaffhausen. Nördlich verläuft die Grenze zwischen Deutschland und der Schweiz.

## Geschichte
Vermutlich im 5. Jahrhundert wurde Rüdlingen als alemannische Siedlung gegründet. Die erste belegte urkundliche Erwähnung des Ortes Rüdlingen fällt in das Jahr 827. Leuthold von Weißenburg schenkte 1123 die Dörfer Rüdlingen und Buchberg dem Kloster Rheinau, das in den folgenden rund 400 Jahren den Zehnten aus Rüdlingen bezog. 1520 erwarb die Stadt Schaffhausen die Herrschaft über Rüdlingen und Buchberg und konnte 1656/1657 auch die Hochgerichtsbarkeit erlangen. Bis zu Beginn des 19. Jahrhunderts bildeten Rüdlingen und Buchberg zusammen eine Gemeinde, aus der nach der Teilung 1839 die zwei politischen Gemeinden Rüdlingen und Buchberg entstanden. Im 20. Jahrhundert entwickelte sich Rüdlingen von einem landwirtschaftlich geprägten Ort zu einer Wohngemeinde mit Rebbau.

Historisches Luftbild aus 300 m von Walter Mittelholzer von 1919

## Wappen
Blasonierung
Gespalten von blau mit gekreuztem, gelbem Ruder und Stachel und von gelb mit halbem, blauem Mühlrad.
Die ersten Wappensymbole Rüdlingens aus dem 16. Jahrhundert waren Pflugschar und Rebmesser. Kurze Zeit später findet sich ein gelbes Ruder auf blauem Grund im Wappen. 1799 schaffte sich Rüdlingen ein Siegel an. Dieses stellt ein ganzes, stilisiertes Mühlrad auf schraffiertem Grund dar. Dieses Mühlrad verweist auf eine Mühle, die 1599 in Rüdlingen errichtet wurde. Bei der Bereinigung 1949 einigte man sich auf eine Kombination von Mühlerad, Ruder und Schalte.

## Impressionen

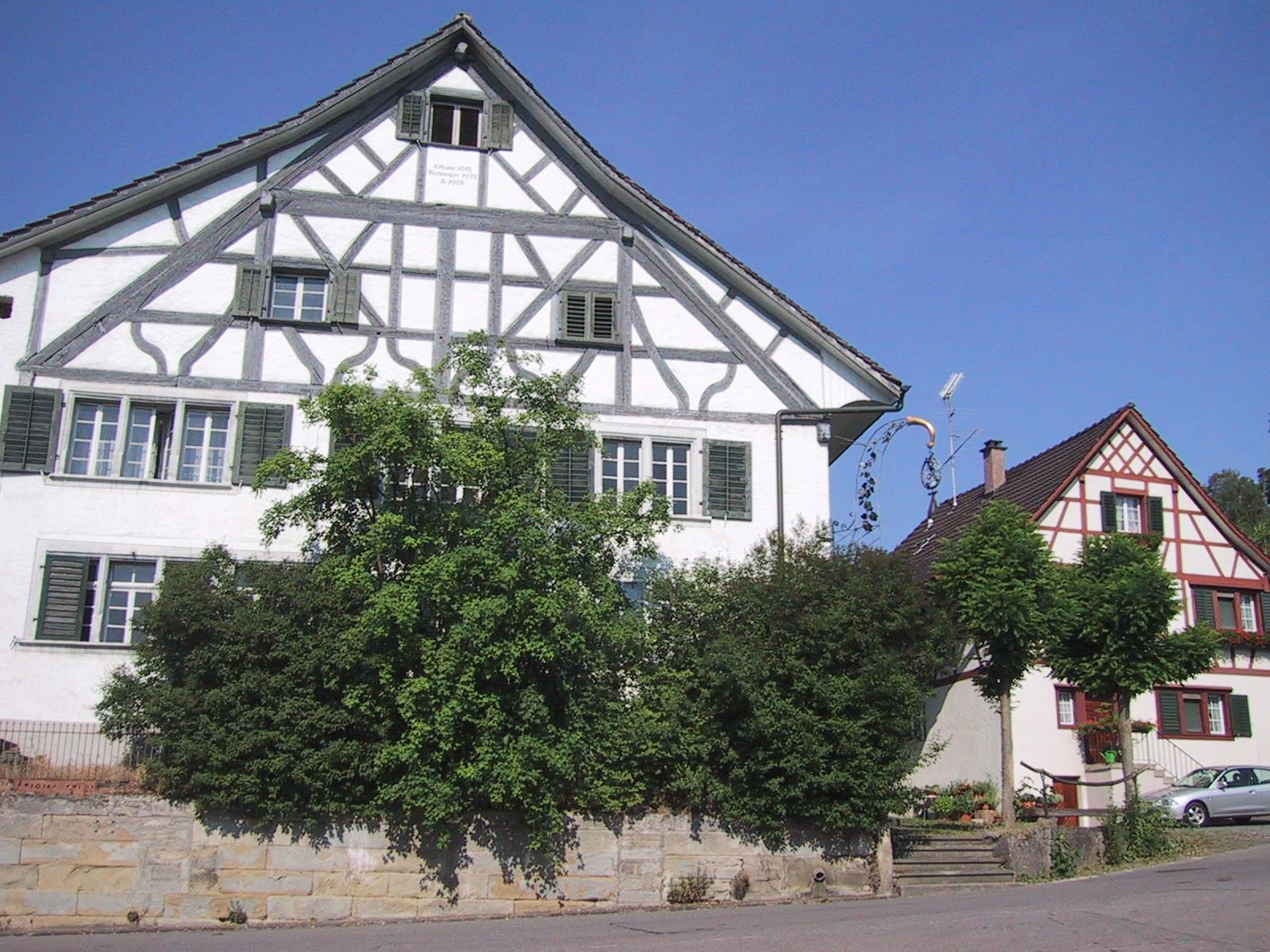
Wirtschaft zum Rebstock
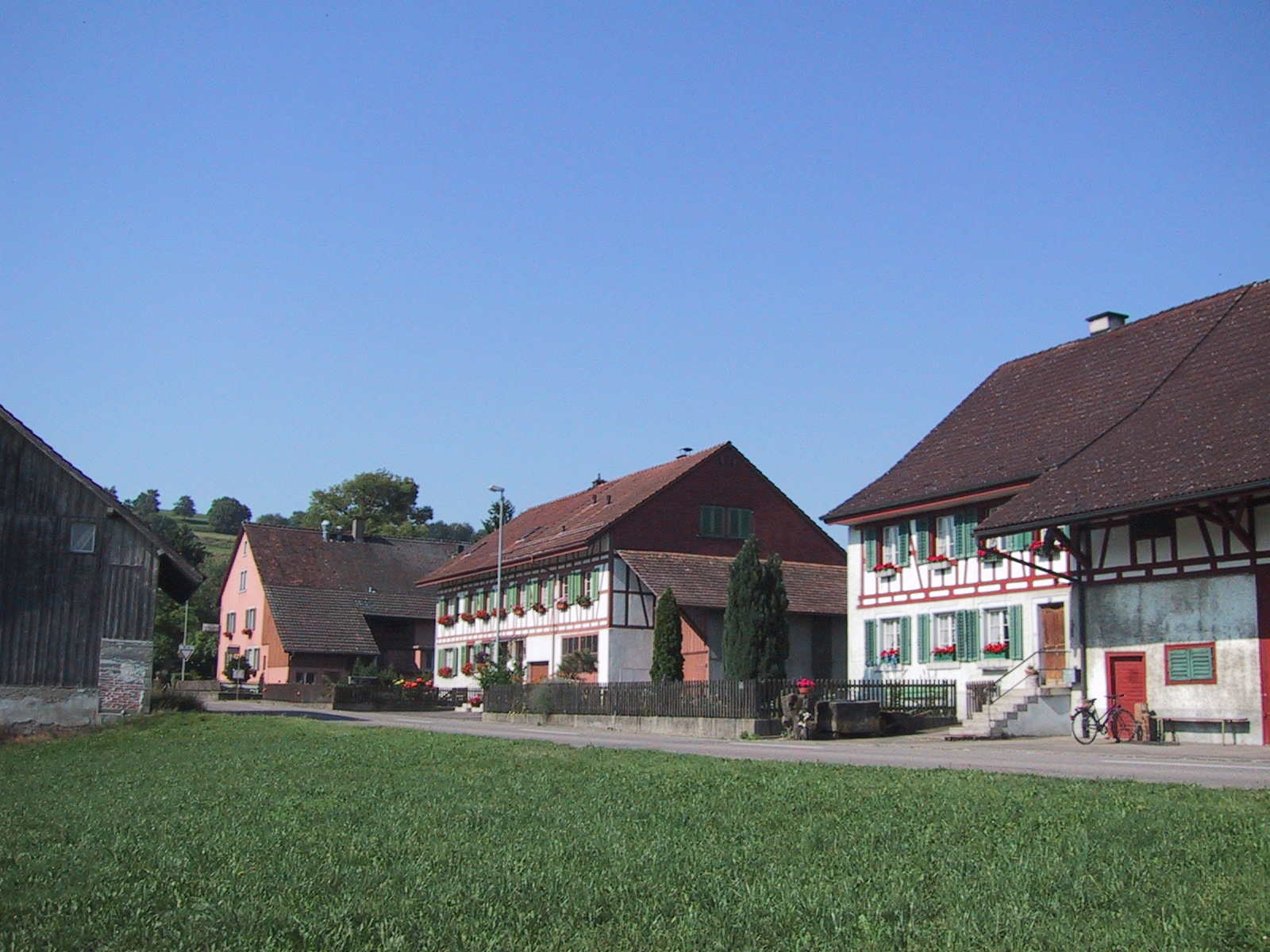
Ortsteil Steinenkreuz
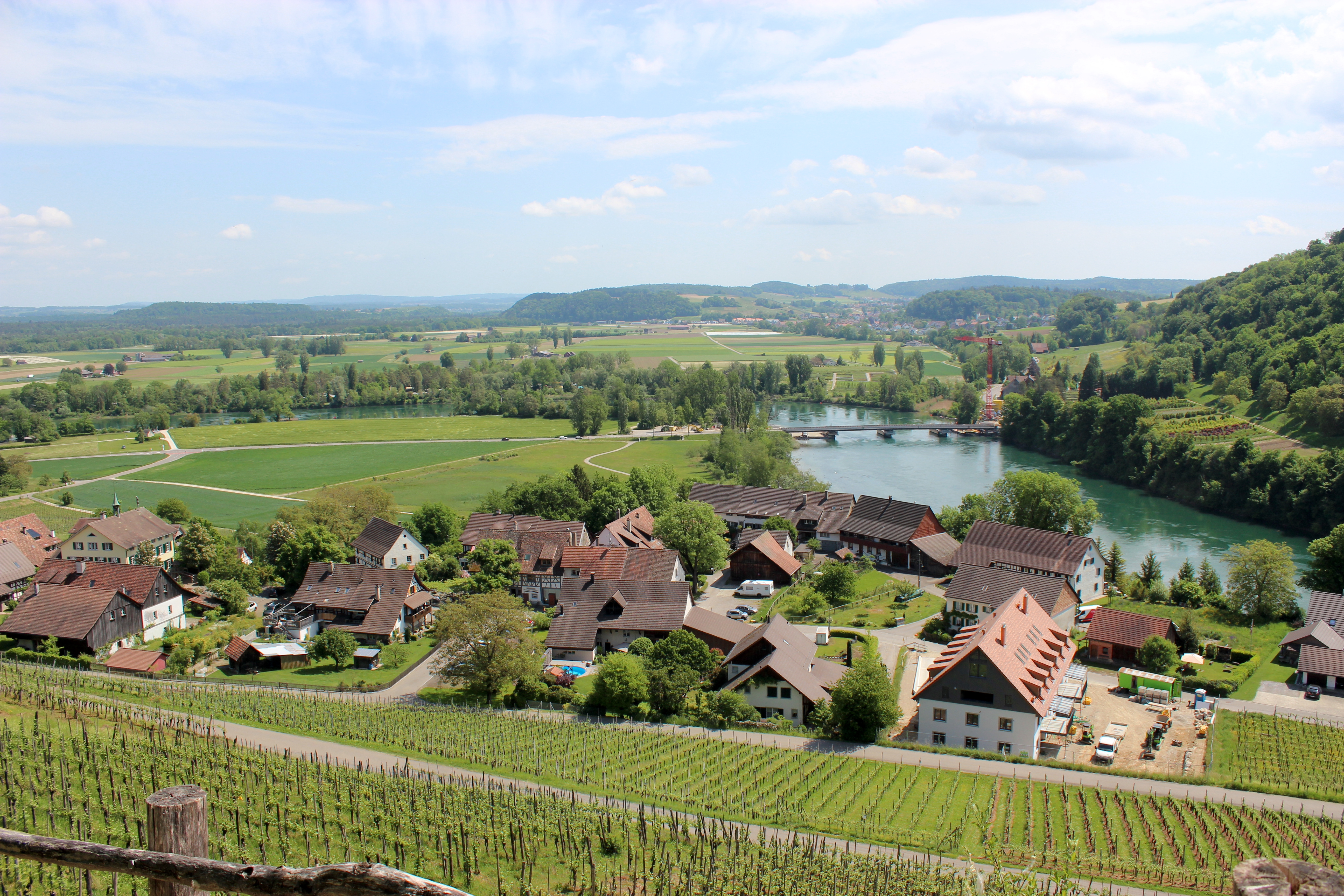
Die Rheinbrücke verbindet Rüdlingen mit dem Nachbardorf Flaach.

## Persönlichkeiten
- Johannes Meyer (1835–1911), Germanist, Historiker, Gymnasiallehrer und Archivar
- Adolf Keller (1872–1963), evangelisch-reformierter Theologe